# Cerdanyola del Vallès
Cerdanyola del Vallès (em catalão e oficialmente; em castelhano: Sardañola del Vallés ou Sardanyola) é um município da Espanha, na comarca do Vallès Occidental, província de Barcelona, comunidade autónoma da Catalunha. Tem 30,6 km² de área e em 2021 tinha 57 217 habitantes (densidade: 1 869,8 hab./km²).